# 에버 몽글몽글
에버 몽글몽글(Ever MGMG)는 KT테크가 2010년 7월 29일에 출시한 휴대 전화기이다.